# Rodrigo Ramallo
Pour les articles homonymes, voir Ramallo (homonymie).
Rodrigo Luis Ramallo Cornejo, né le 19 octobre 1990 à Santa Cruz de la Sierra, est un footballeur international bolivien qui évolue au poste d'avant-centre au The Strongest.

## Carrière
Formé au Strongest La Paz, Ramallo entre dans l'équipe première en 2010. Il gagne ses galons en équipe première en 2012 avant d'être sélectionné en équipe nationale, sans jouer néanmoins.
En 2013, il signe avec le Club Jorge Wilstermann.

## Statistiques

### En sélection nationale
| Saison                | Sélection             | Phases finales          | Phases finales | Phases finales | Phases finales | Éliminatoires CDM | Éliminatoires CDM | Éliminatoires CDM | Matchs amicaux | Matchs amicaux | Matchs amicaux | Total | Total | Total |
| Saison                | Sélection             | Compétition             | M              | B              | Pd             | M                 | B                 | Pd                | M              | B              | Pd             | M     | B     | Pd    |
| --------------------- | --------------------- | ----------------------- | -------------- | -------------- | -------------- | ----------------- | ----------------- | ----------------- | -------------- | -------------- | -------------- | ----- | ----- | ----- |
| 2013-2014             | Bolivie               | -                       | -              | -              | -              | 0                 | 0                 | 0                 | 1              | 0              | 0              | 1     | 0     | 0     |
| 2014-2015             | Bolivie               | Copa América 2015       | -              | -              | -              | -                 | -                 | -                 | 3              | 0              | 0              | 3     | 0     | 0     |
| 2015-2016             | Bolivie               | Copa América Centenario | 2              | 0              | 0              | 3                 | 2                 | 0                 | 2              | 0              | 0              | 7     | 2     | 0     |
| 2016-2017             | Bolivie               | -                       | -              | -              | -              | 3                 | 0                 | 1                 | -              | -              | -              | 3     | 0     | 1     |
| 2018-2019             | Bolivie               | Copa América 2019       | -              | -              | -              | -                 | -                 | -                 | 1              | 0              | 0              | 1     | 0     | 0     |
| 2019-2020             | Bolivie               | -                       | -              | -              | -              | -                 | -                 | -                 | 1              | 0              | 0              | 1     | 0     | 0     |
| 2020-2021             | Bolivie               | Copa América 2021       | 4              | 0              | 0              | 2                 | 0                 | 0                 | 2              | 1              | 0              | 8     | 1     | 0     |
| 2021-2022             | Bolivie               | -                       | -              | -              | -              | 7                 | 1                 | 0                 | 2              | 2              | 0              | 9     | 3     | 0     |
| 2022-2023             | Bolivie               | -                       | -              | -              | -              | -                 | -                 | -                 | 1              | 0              | 0              | 1     | 0     | 0     |
| 2023-2024             | Bolivie               | Copa América 2024       | 1              | 0              | 0              | 4                 | 1                 | 0                 | 3              | 0              | 0              | 8     | 1     | 0     |
| Total sur la carrière | Total sur la carrière | Total sur la carrière   | 7              | 0              | 0              | 19                | 4                 | 1                 | 16             | 3              | 0              | 42    | 7     | 1     |

## Palmarès
- Vainqueur du tournoi d'ouverture 2011, tournoi de clôture 2012 et tournoi d'ouverture 2013